# Doris Mary Stenton
Doris Mary, Lady Stenton (geborene Parsons, * 27. August 1894 in Reading, Berkshire; † 29. Dezember 1971 ebenda), war eine britische Mittelalterhistorikerin.

## Leben
Sie war die Tochter eines Möbeltischlers, ging in Reading zur Schule und ab 1912 auf die University of Reading (damals University College), wo sie auch den Mittelalterhistoriker und ersten Geschichtsprofessor in Reading Frank Merry Stenton kennenlernte, den sie 1919 heiratete. Sie arbeitete nach ihrer Heirat auch als Historikerin eng mit ihm zusammen. 1916 hatte sie ihren Abschluss mit Bestnoten in Reading gemacht, wurde 1917 Assistant Lecturer und begann mit der Arbeit an Quellenausgaben, zuerst den mittelalterlichen Statuten des Domkapitels der Kathedrale von Lincoln auf Drängen des Domkapitulars der Kathedrale Charles Wilmer Foster. 1923 wurde sie Sekretärin der Pipe Roll Society (was sie bis zu ihrem offiziellen Ruhestand 1961 blieb) und gab dort weitere Quellenbände heraus. Die Gesellschaft gab die Pipe Rolls (mittelalterliche Steuerunterlagen, aus dem Public Record Office) heraus und war 1883 gegründet worden, aber zwischenzeitlich eingeschlafen, bevor sie vom Ehepaar Stenton, Domkapitular Foster und Professor Leonard Victor Davies Owen und Henry Maxwell Lyte, Deputy Keeper des Public Record Office, wieder neu belebt wurde. Doris Stenton war dabei mehrere Jahrzehnte die treibende Kraft der Gesellschaft. Daneben gab sie auch mittelalterliche Rechtsdokumente für die Selden Society heraus. 1952 wurde sie Senior Lecturer in Reading und 1955 Reader.
Seit ihr Gatte 1948 zum Knight Bachelor geadelt worden war, führte sie den Höflichkeitstitel Lady Stenton. 1948 erhielt sie in Reading den Doctor of Letters und 1953 wurde sie Mitglied der British Academy. Sie war Ehrendoktor der Universitäten von Glasgow (1958) und Oxford (1968) und Ehren-Fellow des St Hilda’s College in Oxford.
Nach dem Tod ihres Ehemanns Frank Stenton gab sie dessen Gesammelte Aufsätze und die 3. Auflage (Anglo-Saxon England, 1971) von dessen Standardwerk über das angelsächsische England heraus. Von ihr stammt der Band Frühmittelalter der Pelican History of England von 1951.
Sie liegt neben ihrem Mann in Halloughton in Nottinghamshire begraben.

## Schriften
- English Society in the Early Middle Ages (1066–1307), Pelican History of England, Band 3, Penguin Books 1951, 4. Auflage 1965
- English Justice between the Norman Conquest and the Great Charter 1066-1215: the Jayne Lectures for 1963, Philadelphia, American Philosophical Society 1964
- The English Woman in History, Allen and Unwin/Macmillan 1957
- After Runnymede : Magna carta in the Middle Ages, University of Virginia Press 1965
- King John and the courts of justice, Raleigh Lecture, British Academy 1958

Herausgeberschaft von Quellen:
- The Earliest Lincolnshire Assize Rolls, A.D. 1202–1209, Lincoln Record Society, Band 22, 1926
- Rolls of the Justices of the Eyre for Lincolnshire, 1218–19 and Worcestershire, 1221, Selden Society, Band 53, London: Quaritch 1934
- Rolls of the Justices in Eyre for Yorkshire in 3 Henry III, Selden Society 1937
- Rolls of the Justices in Eyre for Gloucestershire, Warwickshire and Staffordshire (recte Shropshire), 1221, 1222, Selden Society 1940
- Pleas before the King or his Justices, 1198–1202, 4 Bände, London: Quaritch 1952 bis 1967
- The earliest Northamptonshire assize rolls, A.D. 1202 and 1203, Northamptonshire Record Society, Lincoln und London 1930
- The great roll of the pipe for the second-tenth year of the reign of King Richard the First, Michaelmas 1190-1198 (Pipe Roll 36-44), 8 Bände, Pipe Roll Society, London: J. W. Ruddock 1925–1932
- mit Lewis C. Loyd: Sir Christopher Hatton's Book of Seals, 1950

Margaret Gelling gab 1953/54 die Place-names of Oxfordshire (Cambridge University Press, 2 Bände) heraus, basierend auf dem Material, das Doris Mary Stenton sammelte.